# مسجد سر پل خواجه
مسجد سر پل خواجه مربوط به سال ۱۰۱۹ ه.ق است و در شهرستان صدوق، بخش خضرآباد، شهر ندوشن، محله قلعه واقع شده و این اثر در تاریخ ۷ اسفند ۱۳۸۶ با شمارهٔ ثبت ۲۱۶۹۴ به‌عنوان یکی از آثار ملی ایران به ثبت رسیده است.